# Eria verruculosa
Eria verruculosa är en orkidéart som beskrevs av Johannes Jacobus Smith. Eria verruculosa ingår i släktet Eria och familjen orkidéer.
Artens utbredningsområde är Java. Inga underarter finns listade i Catalogue of Life.